# Rymosia britteni
Rymosia britteni är en tvåvingeart som beskrevs av Edwards 1925. Rymosia britteni ingår i släktet Rymosia, och familjen svampmyggor. Arten är reproducerande i Sverige.